# 2. Liga (Slowakei)
Die 2. hokejová liga SR ist die dritthöchste Spielklasse im slowakischen Eishockey, dessen aktueller Titelträger (2022) der HK Trebišov ist.

## Geschichte
Die Liga wurde 1993 nach der Teilung der Tschechoslowakei gegründet. Sie ist die dritthöchste Spielklasse des Landes nach der Extraliga und der Slovenská hokejová liga.

## Teilnehmer 2020/21
| Staffel A                     |
| ----------------------------- |
| HK Brezno                     |
| ŠHK 37 Piešťany               |
| HK Iskra Partizánske          |
| HK MŠK Indian Žiar nad Hronom |
| HO Hamikovo O.Z. Hamuliakovo  |
| MŠK Púchov                    |
| HK 91 Senica                  |

| Staffel B               |
| ----------------------- |
| MHK Dolný Kubín         |
| HK Bardejov             |
| HKM Rimavská Sobota     |
| HK 2016 Trebišov        |
| HK Spišská Nová Ves „B“ |
| HK Sabinov              |
| MHK Kežmarok            |
| HK Čaňa                 |

## Meister
- 2022: MŠK Púchov, HKM Rimavská Sobota
- 2021: – (Saisonabbruch wegen COVID-19-Pandemie)
- 2020: MŠK Púchov, HKM Rimavská Sobota (Finale abgesagt wegen COVID-19-Pandemie)
- 2019: HK Levice, HKM Rimavská Sobota
- 2018: MŠK Púchov, MHK Humenné
- 2017: MHK Dubnica nad Váhom, MHK Humenné
- 2016: HK 96 Nitra, MHk 32 Liptovský Mikuláš B
- 2015: HC Mikron Nové Zámky, MHK Bemaco Humenné
- 2014: MHK Dubnica, MHK Bemaco Humenné
- 2013: Dynamax Nitra, MŠK Hviezda Dolný Kubín
- 2012: Iskra Partizánske, HKM Rimavská Sobota
- 2011: HK 96 Nitra, HK Púchov, MHK Ružomberok
- 2010: HK 96 Nitra, HK Puchov, HKM Rimavska Sobota
- 2009: HK Brezno, HK Puchov
- 2008: HK 07 Detva, HK Puchov
- 2007: HC 46 Bardejov, HK Puchov
- 2006: HK Ružinov 99 Bratislava, MHK SkiPark Kežmarok
- 2005: HKm Humenne, HK Lokomotiva Nové Zámky
- 2004: HK Trnava, HK Brezno
- 2003: HK Brezno, ŠHK 37 Piešťany
- 2002: HK Ružinov 99 Bratislava, HK 32 Liptovský Mikuláš B
- 2001: Provazska Bystrica, HkM Detva, HK Spisska Nova Ves B
- 2000: Provazska Bystrica, HK Wagon Slovakia Trebisov
- 1999: Povazska Bystrica, HK Wagon Slovakia Trebisov
- 1998: KĽŠ Spartak Trnava, HKm Zvolen B, HKm Humenné
- 1997: Retir Sľažany, HK Slovan Trstená, HK VTJ Wagon Slovakia Trebišov
- 1996: Spartak BEZ Bratislava, HK Medokýš Turčianske Teplice, HK Agro White Lady Levoča
- 1995: Spartak BEZ Bratislava, HK Medokys Turcianske Teplice, HC Compact Roznava
- 1994: HC Univerzita Bratislava, SK Matador Puchov, HC Compact Roznava